# Bosanska Krupa
Bosanska Krupa (kyrilliska: Босанска Крупа) är en stad i kommunen Bosanska Krupa i kantonen Una-Sana i nordvästra Bosnien och Hercegovina. Orten ligger vid floden Una, cirka 24 kilometer nordost om Bihać. Bosanska Krupa hade 10 196 invånare vid folkräkningen år 2013.
Av invånarna i Bosanska Krupa är 94,72 % bosniaker, 1,14 % romer, 0,96 % bosnier, 0,74 % muslimer, 0,52 % serber och 0,49 % kroater (2013).